# Rudnik nad Sanem
Rudnik nad Sanem (udtale: [ˈrudɲik ˌnat ˈsanɛm]; indtil 1997 Rudnik, yiddish: רודניק Ridnik)  er en by i den nordlige del af  Voivodskabet Nedrekarpater i det sydøstlige Polen.  Rzeszów  har 6.565(2021) indbyggere og et areal på 36,26 km².  Den er en del af   powiatet (amt) Nisko. Byen ligger ved  floden San, deraf "nad Sanem" (på San) delen af navnet, som blev tilføjet det officielle navn i 1997. Den ligger  29 km nordøst for Rzeszów. Rudnik kalder sig den polske hovedstad i Vidjefletning.

## Historie
Bosættelsen Rudnik blev sandsynligvis grundlagt i det 14. århundrede, efter at Røderutenien var blevet annekteret af Kongeriget Polen. Det udviklede sig på grund af placeringen ved  San-floden og modtog bycharter i 1552 på grund af indsats fra en lokal adelsmand, Krzysztof Gnojenski. Byen blev etableret på stedet for landsbyen Kopki.
Under den svenske invasion af Polen, i begyndelsen af 1656, smadrede en kavalerienhed her en svensk enhed, som bevogtede kong Karl 10. Gustav . Kongen selv undslap med nød og næppe at blive fanget af polakkerne. Efter Polens delinger blev Rudnik annekteret af Habsburg-riget, som en del af provinsen Galicien. På grund af nærheden af den østrigsk-russiske grænse blev Rudnik et vigtigt overgangspunkt for polske oprørere, der kæmpede i Januaropstanden (1863). Byen brændte ofte, da de fleste af dens huse var lavet af tømmer. Rudnik blev næsten fuldstændig ødelagt under Første Verdenskrig, da østrigske og russiske hære kæmpede i byen og dens område i seks uger.